# Stroomuitval in New York (stad) in 1977
De stroomuitval in New York in 1977 was een stroomuitval die het grootste deel van de stad New York trof op 13 en 14 juli 1977. De enige wijken in de stad die niet getroffen werden, waren de zuidelijke wijken van Queens (waaronder de wijken van de Rockaways), die deel uitmaakten van het verlichtingssysteem van de Long Island Lighting Company, evenals de campus van het Pratt Institute in Brooklyn en een paar andere grote appartementen- en winkelcomplexen die hun eigen stroomgeneratoren gebruikten.
In tegenstelling tot andere stroomstoringen in de regio, met name de stroomstoringen in het noordoosten van 1965 en 2003, bleef de stroomstoring in 1977 beperkt tot de stad New York en de directe omgeving. De stroomuitval van 1977 resulteerde ook in plunderingen in de hele stad en andere criminele activiteiten, waaronder brandstichting, in tegenstelling tot de stroomuitval van 1965 en 2003.

## Geschiedenis

### Bliksemschade
De gebeurtenissen die leidden tot de stroomstoring begonnen op woensdag 13 juli 1977 om 20:34 uur EDT, met een blikseminslag in Buchanan South, een onderstation aan de Hudson, waardoor twee stroomonderbrekers in Buchanan (staat New York) uitsloegen. Het onderstation Buchanan South zette de  elektriciteit die afkomstig was van de kerncentrale van Indian Point van 900 MW om van 345.000 volt naar een lagere spanning voor commercieel gebruik. Een losse borgmoer in combinatie met een trage upgrade-cyclus verhinderde dat de schakelaar opnieuw sloot en er weer stroom kwam.
Een tweede blikseminslag veroorzaakte het verlies van twee 345 kV-transmissielijnen, de daaropvolgende hersluiting van slechts een van de lijnen en het verlies van stroom van de kerncentrale in Indian Point. Als gevolg van de inslagen raakten twee andere belangrijke hoogspanningslijnen overbelast. 
Consolidated Edison, de energieleverancier voor New York en een deel van Westchester County, probeerde volgens de procedure om 20:45 uur een snelstartcentrale online te krijgen. Er was echter niemand aanwezig op het station en de start op afstand mislukte. Andere bemande centrales werden met succes opgestart, maar verschillende hadden een aantal van hun turbines uit bedrijf genomen voor routinematig onderhoud en konden hun nominale belasting niet leveren.
Om 20:55 uur trof een derde blikseminslag het onderstation Sprain Brook in Yonkers, waardoor twee extra belangrijke transmissielijnen uitvielen. Omdat in het ontwerp van het systeem prioriteit werd gegeven aan de bescherming van de reeds geïsoleerde Indian Point-centrale, werd alleen de noord-zuidlijn automatisch weer in gebruik genomen. Door het slechte ontwerp van de displays in de controlekamer van Con Edison werd dit niet duidelijk getoond aan de operator.
Door de opening van een tweede transmissielijn werd het Con Edison-systeem losgekoppeld van de belangrijkste elektriciteitscentrales aan de overkant van de Hudson. In plaats daarvan stroomde hun vermogen naar de grensgebieden aan de oevers van de rivier in Newark of het noorden van de staat New York en ging van daaruit richting New York. De resterende lijnen naar New York konden deze overtollige stroom niet vervoeren zonder hun capaciteitslimieten op lange termijn te overschrijden.

### Vermogensreducties
De operator van de controlekamer van Con Edison realiseerde zich dat de bestaande noord-zuidlijnen hun huidige belasting niet lang konden handhaven en vroeg de operators van de New York Power Pool (NYPP) in Guilderland om de transmissie op de overbelaste lijnen te verminderen. Impliciet bedoelde de operator van Con Edison dat ze de rivierovergangen bij Indian Point moesten gebruiken. Hij realiseerde zich namelijk niet dat al die circuits onderbroken waren na de blikseminslag van 20:55 uur. NYPP zag dat de lijnen waren uitgevallen en waarschuwde dat een belangrijke verbinding met de New Jersey Public Service Electric and Gas Company ook overbelast was. Daarom adviseerde de NYPP om de belasting af te stoten. De twee systeembeheerders praatten herhaaldelijk langs elkaar heen, zonder dat het fundamentele misverstand aan het licht kwam.
Ondertussen waren er problemen bij een lokale generator in de Con Edison East River-centrale. Hierdoor moest de energieleverancier de belasting van de centrale verlagen. Toen de stabiliteit van het Con Edison-systeem afnam, konden de gasturbines van de Astoria-centrale niet goed genoeg synchroniseren met het systeem om in gebruik te worden genomen. Elk bijkomend probleem maakte een toch al nijpende situatie nog erger.
Om 21:08 begon Con Edison de belasting te verlagen door eerst de spanning in het hele systeem met 5% te verlagen, en daarna met 8%. Maar de hoeveelheid belasting die daardoor verminderd werd, was te klein en te laat.
Om 21:19 werd de laatste verbinding met het elektriciteitsnet in de staat New York in het onderstation Leeds verbroken vanwege thermische overbelasting. De 345 kV-kabels waren warm geworden en waren te ver doorgezakt tot tegen een onbekend object op de grond. Deze onderbreking zorgde er op zijn beurt voor dat de 138 kV-verbindingen met Long Island overbelast raakten, en de lijn westwaarts naar New Jersey begon zelfs nog meer overbelast te raken dan eerder was gemeld.
Om 21:22 opende Long Island Lighting Company haar 345 kV-verbinding met Con Edison om de stroom die door hun systeem en door de 138 kV-onderzeese kabels tussen Long Island en Connecticut stroomde te verminderen en om de overbelasting te beperken. Terwijl de exploitanten van Long Island toestemming probeerden te krijgen van de Power Pool-exploitanten om hun 345 kV-verbinding met New York te openen, werden de faseverschuivingen tussen New York en New Jersey aangepast om de zware stromen te corrigeren, en dit verminderde de belasting op de 115 kV-kabels. De exploitanten van Long Island merkten de daling van deze belasting echter niet op, en ze gingen verder met het openen van hun 345 kV-verbinding met New York.
Om 21:24 probeerde de operator van Con Edison de belasting handmatig te verlagen door klanten af te schakelen, maar dat mislukte. Vijf minuten later, om 21:29, viel de zekering van de 230 kV-verbinding tussen Goethals en Linden met New Jersey uiteindelijk uit, waardoor het Con Edison-systeem geïsoleerd raakte van de buitenwereld.

### Stroomuitval
Con Ed kon niet voldoende stroom opwekken binnen de stad en het systeem voor het automatisch afschakelen van de belasting werkte slecht samen met de ongebruikelijk hoge inductie van de ondergrondse hoogspanningskabels. Het uitvallen van grote groepen klanten veroorzaakte elektrische effecten die niet te onderscheiden waren van een kortsluiting in de opwekkingsapparatuur. Net na 9:28 werd de grootste generator in New York, de Ravenswood Generating Unit No. 3 van 990 MW (ook bekend als "Big Allis") uitgeschakeld om zichzelf te beschermen tegen een denkbeeldige kortsluiting. Toen de stroom werd afgesloten, kon de stad een stroomstoring niet meer vermijden.
Tegen 21:37 viel het gehele elektriciteitsnetwerk van ConEdison uit, bijna precies een uur na de eerste blikseminslag. Om 22:26 begonnen de operators met een herstelprocedure. Pas laat de volgende dag was de stroomvoorziening weer volledig hersteld. 
Een van de resultaten van de stroomuitval was het opstellen van gedetailleerde herstelprocedures. Deze zijn nu goed gedocumenteerd en worden gebruikt bij de training van operators, om de hersteltijd te verkorten.

### Plunderingen
De stroomstoring vond plaats toen de stad te kampen had met een ernstige financiële crisis en de inwoners doodsbang waren voor de moorden van de Son of Sam. Het land als geheel, en vooral New York, kampte met een langdurige economische crisis. Commentatoren hebben de gebeurtenis dan ook vergeleken met de opgewekte "Waar was je toen het licht uitging?"-sfeer van 1965. Sommigen wezen de financiële crisis aan als hoofdoorzaak van de chaos, anderen wezen op het warme weer in juli, aangezien de oostkust midden in een enorme hittegolf zat. Weer anderen wezen erop dat de stroomuitval in 1977 plaatsvond nadat bedrijven al gesloten waren en hun eigenaren naar huis waren gegaan, terwijl de stroomuitval in 1965 laat in de middag of vroeg in de avond plaatsvond en veel winkeliers nog in hun panden zaten. 
De plunderaars van 1977 zetten hun illegale activiteiten echter voort tot in de ochtenduren van de volgende dag.
Plunderingen en vandalisme kwamen veel voor; in 31 wijken vonden aanslagen plaats. De Crown Heights werden waarschijnlijk het hardst getroffen. Hier werden 75 winkels over een afstand van vijf blokken geplunderd en beschadigd. Ook Bushwick werd zwaar getroffen. Er werd veel brandstichting gesticht en de volgende ochtend woedden er nog 25 branden. 
Op een gegeven moment stonden twee blokken van Broadway in Brooklyn, dat Bushwick van Bedford-Stuyvesant scheidt, in brand. Vijfendertig blokken van Broadway werden verwoest: 134 winkels geplunderd en 45 daarvan ook in brand gestoken. Dieven stalen 50 nieuwe Pontiacs bij een autodealer in The Bronx. In Brooklyn werden jongeren gezien die achteruit met hun auto's naar winkels reden, touwen om de hekken van de winkels bonden en met hun auto's de hekken wegtrokken om vervolgens de winkels te plunderen. Bij de chaos raakten 550 politieagenten gewond en werden 4.500 plunderaars gearresteerd.
Door de stroomstoring waren de luchthavens LaGuardia en Kennedy ongeveer acht uur lang gesloten. Ook autotunnels waren gesloten vanwege een gebrek aan ventilatie en 4.000 mensen moesten uit het metronetwerk worden geëvacueerd. ConEd noemde de sluiting een "daad van God", wat burgemeester Beame woedend maakte. Hij beschuldigde het nutsbedrijf ervan zich schuldig te hebben gemaakt aan "grove nalatigheid". 
In totaal raakten 1.616 winkels beschadigd door plunderingen en rellen. In totaal werden 1.037 branden geblust. Bij de grootste massa-arrestatie in de geschiedenis van de stad werden 3.776 mensen gearresteerd. Velen moesten in overvolle cellen, kelders en andere geïmproviseerde verblijven worden gepropt. 
Uit een congresonderzoek is gebleken dat de schade iets meer dan $300 miljoen bedroeg (ongeveer gelijk aan $1,5 miljard in 2023).
Naast de massale plunderingen en het geweld dat hiermee gepaard ging, vonden er vier sterfgevallen plaats. Drie mensen kwamen om het leven bij de ruim duizend branden die ontstonden tijdens de stroomuitval, en in Brooklyn schoot een eigenaar van een drogisterij een man dood die met een koevoet naar hem zwaaide terwijl hij dertig jongeren langs het veiligheidshek van de winkel leidde.

### Terugkeer van de stroom
Pas de volgende ochtend werd de stroomvoorziening in de getroffen gebieden hersteld. Rond 7 u 's morgens op 14 juli kreeg een deel van Queens als eerste gebied weer stroom, kort daarna gevolgd door Lenox Hill in Manhattan. Het aangrenzende Yorkville-gebied aan de Upper East Side van Manhattan was echter een van de laatste gebieden die donderdagavond weer stroom kreeg. Om 13:45 uur was de dienstverlening aan de helft van de klanten van Con Edison weer hersteld, voornamelijk op Staten Island en Queens. Pas om 22:39 uur op 14 juli werd bekendgemaakt dat de hele stad weer online was.
Gedurende een groot deel van 14 juli waren de meeste televisiestations in New York uit de lucht (omdat de gebieden waar deze tv-stations zich bevonden nog steeds het grootste deel van de dag zonder stroom zaten), hoewel WCBS-TV (kanaal 2) en WNBC-TV (kanaal 4) er dankzij gas- en dieselgeneratoren in slaagden om weer in de lucht te gaan, en hun uitzendingen respectievelijk 25 en 88 minuten na het begin van de stroomuitval konden hervatten. 

## Nalatenschap

### Politiek
Burgemeester Beame beschuldigde Con Edison van "grove nalatigheid", maar zou de gevolgen uiteindelijk zelf ondervinden. Bij de burgemeestersverkiezingen van dat jaar eindigde Beame als derde in de Democratische voorverkiezingen, achter Ed Koch en Mario Cuomo. Koch won de algemene verkiezingen.
De operationele entiteiten in New York hebben de stroomstoring, de bijbehorende oorzaken en de acties van de operator grondig onderzocht. Om te voorkomen dat zoiets nog eens zou gebeuren, voerden ze ingrijpende veranderingen door, die nog steeds van kracht zijn. Ondanks deze voorzorgsmaatregelen vond er in augustus 2003 een stroomstoring plaats. De oorzaak hiervan was een stroomstoring in het verre Eastlake (Ohio).

### Muziek
Eind 1977 brachten the Trammps het nummer "The Night the Lights Went Out" uit ter herdenking van de stroomstoring.David Bowie heeft verklaard dat de black-out mogelijk een invloed heeft gehad op zijn nummer "Blackout" uit 1977: "Ik kan eerlijk gezegd niet zeggen dat het de NY-stroomuitval was, hoewel het zeer waarschijnlijk is dat dat beeld zich in mijn hoofd heeft genesteld."

### Film
De ensemblefilm Blackout uit 1978 gaat over de bewoners van een flatgebouw die tijdens de stroomuitval in New York in 1977 worden geterroriseerd door ontsnapte gevangenen.
De gebeurtenis wordt ook genoemd in de sciencefictionkomedie Men in Black uit 1997, waarin wordt gezegd dat het werd veroorzaakt door een buitenaards wezen dat een grap uithaalde, en in de Disney Channel-film The Cheetah Girls uit 2003, waarin een stroomstoring tijdens een talentenjacht ermee wordt vergeleken.
De film The Wolf Hour uit 2019 speelt zich af in New York tijdens de zomer van 1977. Het hoogtepunt van de film is een weergave van de stroomuitval.

### Verhaal
Het korte verhaal High Heat (2013) van Lee Child gaat over de zestienjarige Jack Reacher die voor het eerst New York bezoekt tijdens de stroomuitval.

### Videogames
In de videogame The Warriors uit 2005 wordt de stroomuitval geparodieerd in missie 4, hoewel het spel zich afspeelt in 1979.